# حارة سعوان الغربية (صنعاء)
حارة سعوان الغربية هي إحدى حارات حي شعوب بمديرية شعوب إحد مديريات العاصمة اليمنية صنعاء، بلغ تعداد سكانها 3393 نسمة حسب تعداد اليمن لعام 2004.